# Carlos Marqués-Marcet
Carlos Marqués-Marcet   (Barcelona, 1 de gener de 1983) és un  director, guionista i  muntador català conegut principalment pel seu primer llargmetratge de ficció 10.000 km.

## Biografia
Carlos Marques-Marcet va estudiar Comunicació Audiovisual a la Universitat Pompeu Fabra de Barcelona i es va graduar l'any 2006. Va destacar des del principi amb la seva trilogia de Vallcarca, formada per tres curtmetratges de ficció: Amunt i avall (2006), Fora de joc (2007) i Udols (2008).
Amb el seu segon curt Amunt i avall va guanyar el Premi nacional de Jóvenes Creadores de l'Instituto de la Juventud l'any 2006, i el seu tercer treball en aquest format, Fora de joc, li va permetre participar en un exclusiu seminari juntament amb Abbas Kiarostami i Víctor Erice. Amb 19 anys, va participar en el Talent Campus del Festival Internacional de Cinema de Berlín. Udols, el seu quart curtmetratge, va ser seleccionat per la revista de cinema Cahiers du Cinéma com el millor curtmetratge de l'any 2008.
En aquest mateix any, aconsegueix una beca de la Fundació "la Caixa", i s'instal·la a Los Angeles per cursar el màster de direcció cinematogràfica en la facultat de cine i televisió de  UCLA.
L'any 2009 es trasllada al Perú per dirigir el seu primer llargmetratge, en format documental, titulat De Pizarros y Atahualpas.
Va ser en la seva estada a Nord-amèrica que va fer de director, muntador, guionista i productor del curt I’ll be alone (2010) projectat en festivals com el Festival internacional de cine Latino de Los Angeles, el Festival Latino Internacional HBO New York o el Festival de cine de Benjin, i del curt Yellow Ribbon (2012), curtmetratge guardonat per l'associació de Directors Nord-Americans (DGA).
L'any 2014, presenta el seu primer llargmetratge de ficció, 10.000 km, rodada a Barcelona. Amb 10.000 km va recollir nombrosos premis en festivals com el Festival de Màlaga i va ser guardonat amb el Goya al millor director novell i amb el Gaudí a la millor direcció entre d'altres.
Aquest mateix any va ser també un dels tres cineastes escollits per desenvolupar el guió del seu proper llargmetratge dins del programa Berlinale Residency, amb una beca que li va oferir la possibilitat de viure i treballar a Berlín durant els tres mesos que dura el programa, escrivint el guió de la seva propera pel·lícula.
A part dels seus projectes com a director de cinema per a televisió —en què ha obtingut sengles Premis Gaudí per 13 dies d'octubre, el 2016, i La mort de Guillem, el 2021—, té una llarga trajectòria també com a muntador en cinema i televisió. Alguns dels seus treballs més destacats en aquest camp són Caracremada, presentat al Festival Internacional de Cinema de Venècia l'any 2010 i I Felt Like Love presentat al Festival de Cinema de Sundance l'any 2013.
En novembre de 2017 va estrenar el seu segon llargmetratge de ficció, Terra ferma. Una història ambientada en Londres que protagonitzen Oona Chaplin, Natalia Tena i David Verdaguer, en què una parella de lesbianes demanen ajuda a un noi per ser mares.
El març de 2019 amb Els dies que vindran, una pel·lícula que narra les vicissituds, dubtes i discussions d'una parella amb tot just un any de relació que tindran un fill sense haver-ho planejat, protagonitzada per María Rodríguez Soto amb la seva parella en la vida real i coprotagonista de la pel·lícula David Verdaguer, va aconseguir un nou triomf en el Festival de Cinema de Màlaga: la Bisnaga d'Or al millor film i la Bisnaga de Plata a la millor direcció.

## Filmografia

### Curtmetratges
- Amunt i avall (2006)
- Fora de joc (2007)
- Udols (2008)
- I'll be alone (2010)
- 5456 Miles away (2010)
- Say goodnight (2011)
- The yellow ribbon (2012)
- Mateix lloc, mateixa hora (2012)

### Documentals
- De pizarros y atahualpas (2009)
- El día que la conocimos (2012)

### Pel·lícules
- 10.000 km (2014)
- 13 dies d'octubre (2015)
- Terra ferma (2017)
- Els dies que vindran (2019)
- La mort de Guillem (2020)

## Premis i nominacions

### Premis Gaudí
| Any  | Categoria                                | Pel·lícula           | Resultat  |
| ---- | ---------------------------------------- | -------------------- | --------- |
| 2015 | Millor pel·lícula en llengua no catalana | 10.000 km            | Guanyador |
| 2015 | Millor direcció                          | 10.000 km            | Guanyador |
| 2015 | Millor guió                              | 10.000 km            | Guanyador |
| 2015 | Millor muntatge                          | 10.000 km            | Nominat   |
| 2016 | Millor pel·lícula per a televisió        | 13 dies d'octubre    | Guanyador |
| 2018 | Millor pel·lícula                        | Terra ferma          | Guanyador |
| 2018 | Millor direcció                          | Terra ferma          | Nominat   |
| 2018 | Millor guió                              | Terra ferma          | Nominat   |
| 2020 | Millor pel·lícula                        | Els dies que vindran | Guanyador |
| 2020 | Millor muntatge                          | Els dies que vindran | Guanyador |
| 2020 | Millor direcció                          | Els dies que vindran | Nominat   |
| 2020 | Millor guió                              | Els dies que vindran | Nominat   |
| 2021 | Millor pel·lícula per a televisió        | La mort de Guillem   | Guanyador |
| 2023 | Millor guió adaptat                      | Mi vacío y yo        | Nominat   |
| 2025 | Millor pel·lícula en llengua no catalana | Polvo serán          | Guanyador |
| 2025 | Millor direcció                          | Polvo serán          | Nominat   |
| 2025 | Millor guió original                     | Polvo serán          | Nominat   |

### Premis Goya
| Any  | Categoria              | Pel·lícula | Resultat  |
| ---- | ---------------------- | ---------- | --------- |
| 2015 | Millor direcció novell | 10.000 km  | Guanyador |

### Altres premis
- 2006: Premi nacional de Jóvenes Creadores de l'Instituto de la Juventud per Amunt i avall
- 2014: Bisnaga d'Or a la millor pel·lícula del Festival de Màlaga per 10.000 km
- 2014: Bisnaga de Plata a la millor direcció del Festival de Màlaga per 10.000 km
- 2014: Millor guionista novell del Festival de Màlaga per 10.000 km
- 2014: Premi de la crítica del Festival de Màlaga per 10.000 km
- 2015: Goya al millor director novell per 10.000 km
- 2019: Bisnaga d'Or a la millor pel·lícula del Festival de Màlaga per Els dies que vindran.
- 2019: Bisnaga de Plata a la millor direcció del Festival de Màlaga per Els dies que vindran

### Nominacions
- 2015: Fassbinder a la millor pel·lícula revelació per 10.000 km
- 2020: Millor direcció dels Premis de l'Audiovisual Valencià per La mort de Guillem[3]